# Signalétique des unités britanniques pendant la Seconde Guerre mondiale
Pendant la Seconde Guerre mondiale, les forces armées britanniques ont développé un système très élaboré et haut en couleur, d'un abord parfois abscons, de markings (signalétique d'identification) pour les véhicules de leurs divisions, brigades, unités et services parallèlement à leur immatriculation via le WD Number ou aux logos techniques tels que les Bridge classifications. Pour compliquer encore les choses, certaines unités développèrent leur propre système de markings « librement » (sic) inspirés des règles établies.

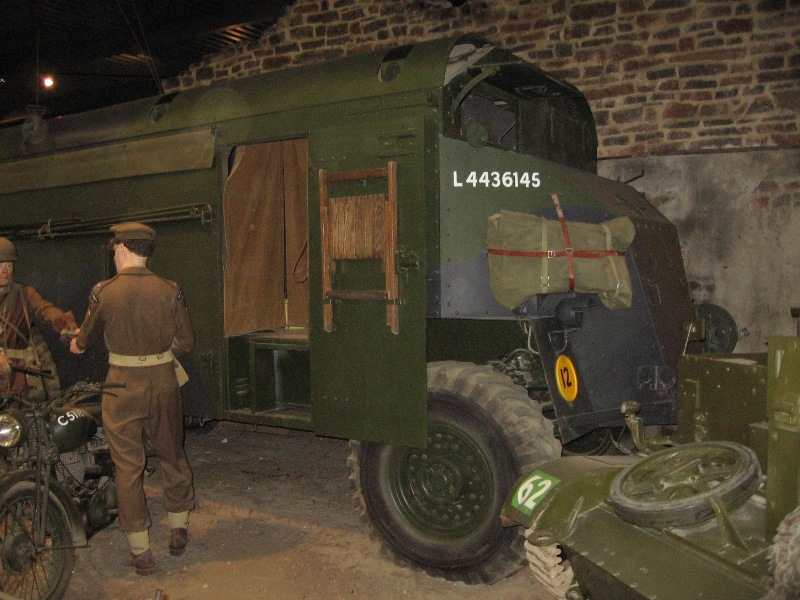

Leur positionnement sur les  véhicules, bien que codifié, a donné lieu lui aussi à quelques libertés.
En théorie, il se compose généralement comme suit : 
- immatriculation (blanche) sur les flancs ;
- insigne de corps, de division ou de brigade sur le côté droit de la proue du véhicule (garde-boue ou glacis) et symétriquement, gauche sur la poupe ;
- carré aux couleurs de l'arme/du service, frappé d'un n° blanc indiquant le statut de la sous-unité (régiment, etc.) sur le côté gauche de la proue (id.) et droit de la poupe ;
- Bridge classification pour le passage des ponts : chiffres noirs sur cercle jaune au bas de la proue.

## La mécanisation de l'armée britannique dans l'entre-deux-guerres

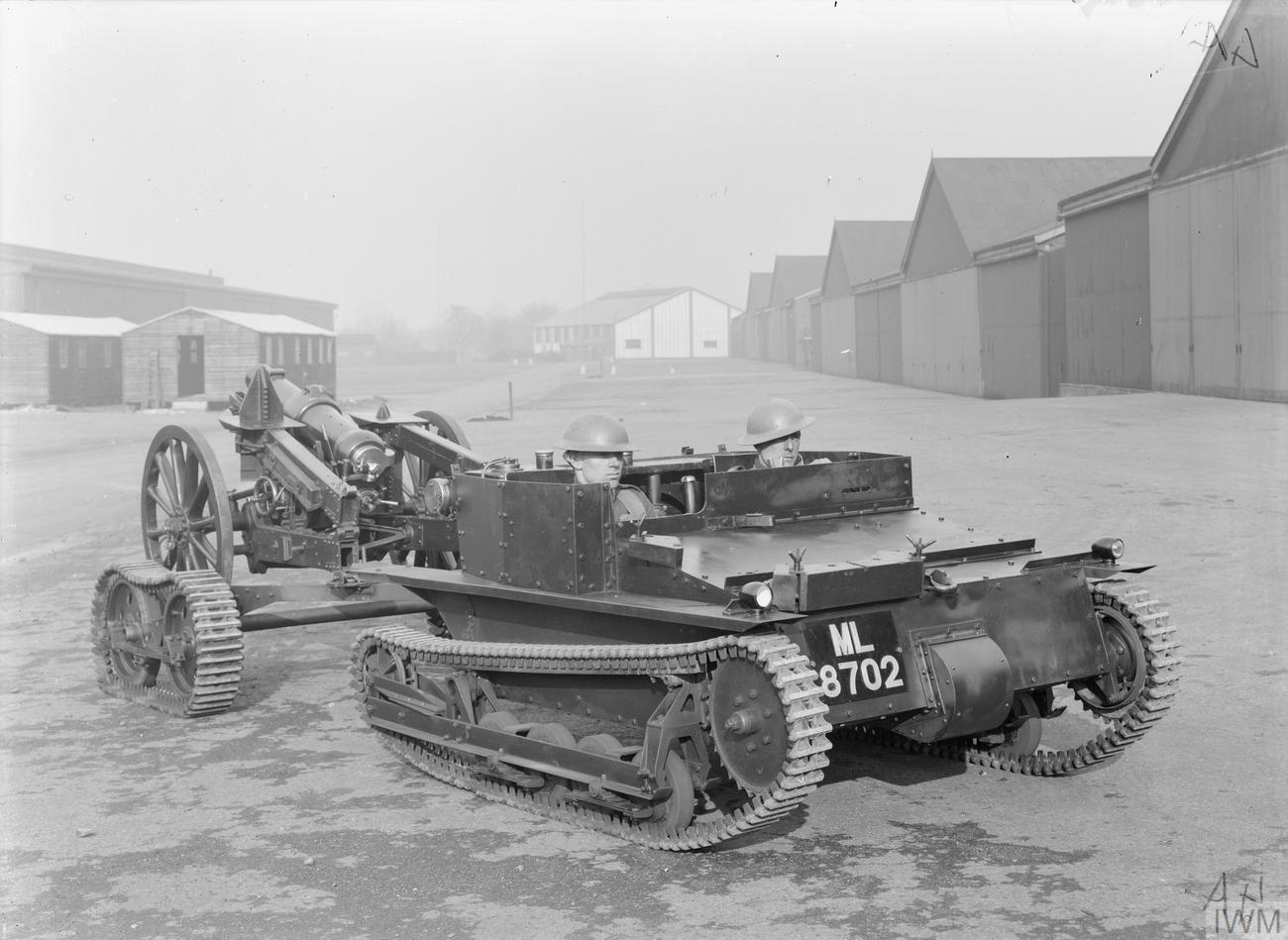
Chenillette Carden-Loyd Mk VI Mortar Carrier tractant un 3.7 inch QF Howitzer Mk I monté sur remorque spéciale, avec plaque d'immatriculation civile.
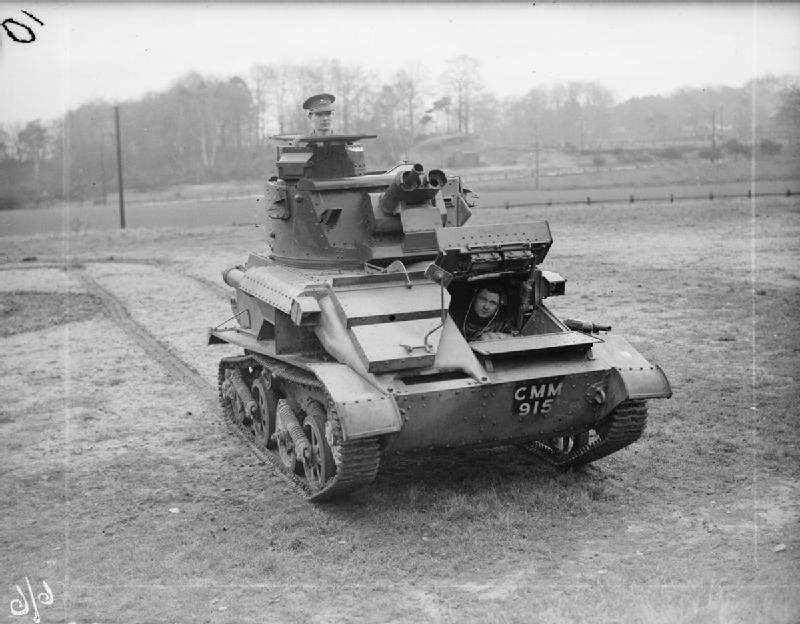
Char léger Vickers-Armstrong Mk VIA du 3rd King's Own Hussars. en 1937. Il ne présente lui aussi que la plaque d'immatriculation civile pour seul marquage.

## Lesmarkings

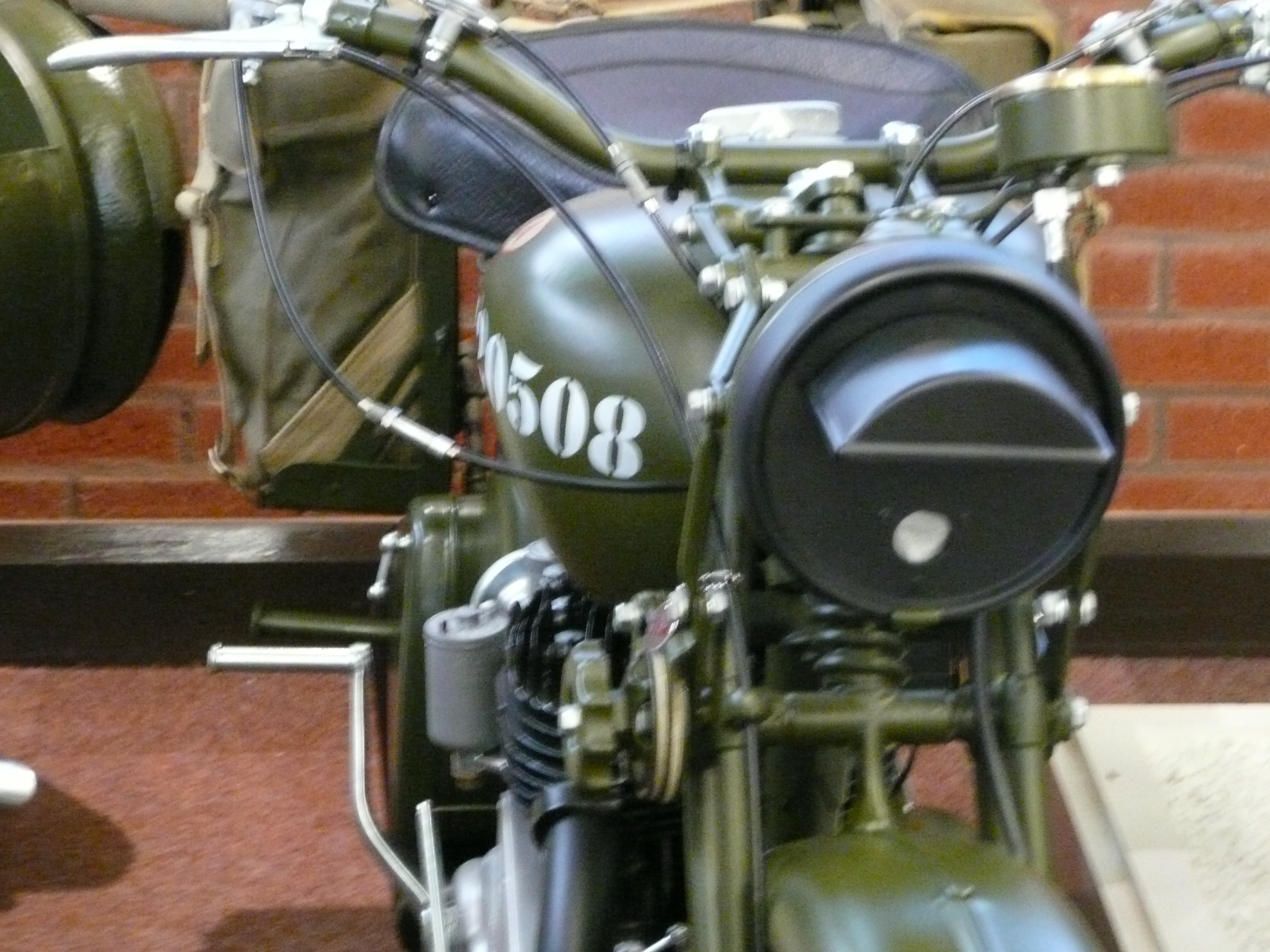
Le WD Number sur le réservoir d'une moto BSA.
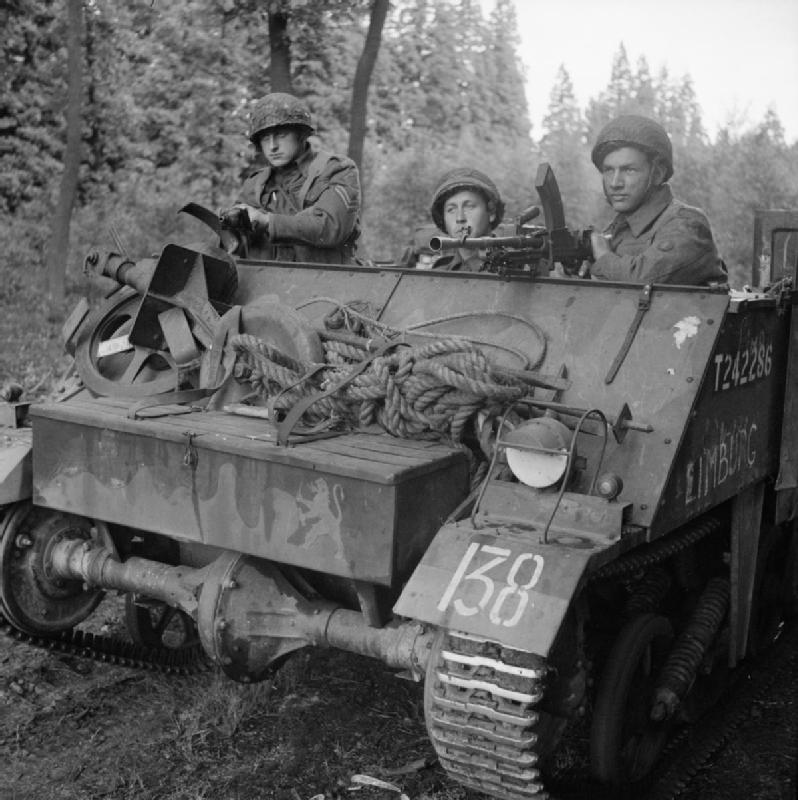
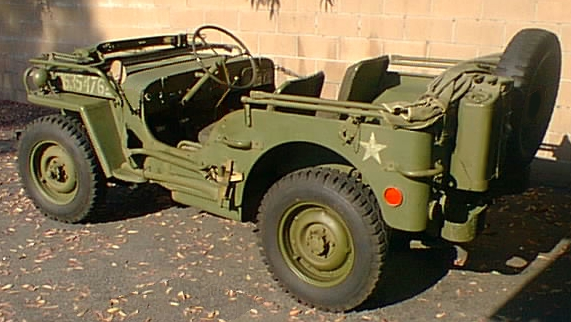
Une Jeep Willys, véhicule de liaison dans l' Armoured Division, timbrée de l'étoile blanche.
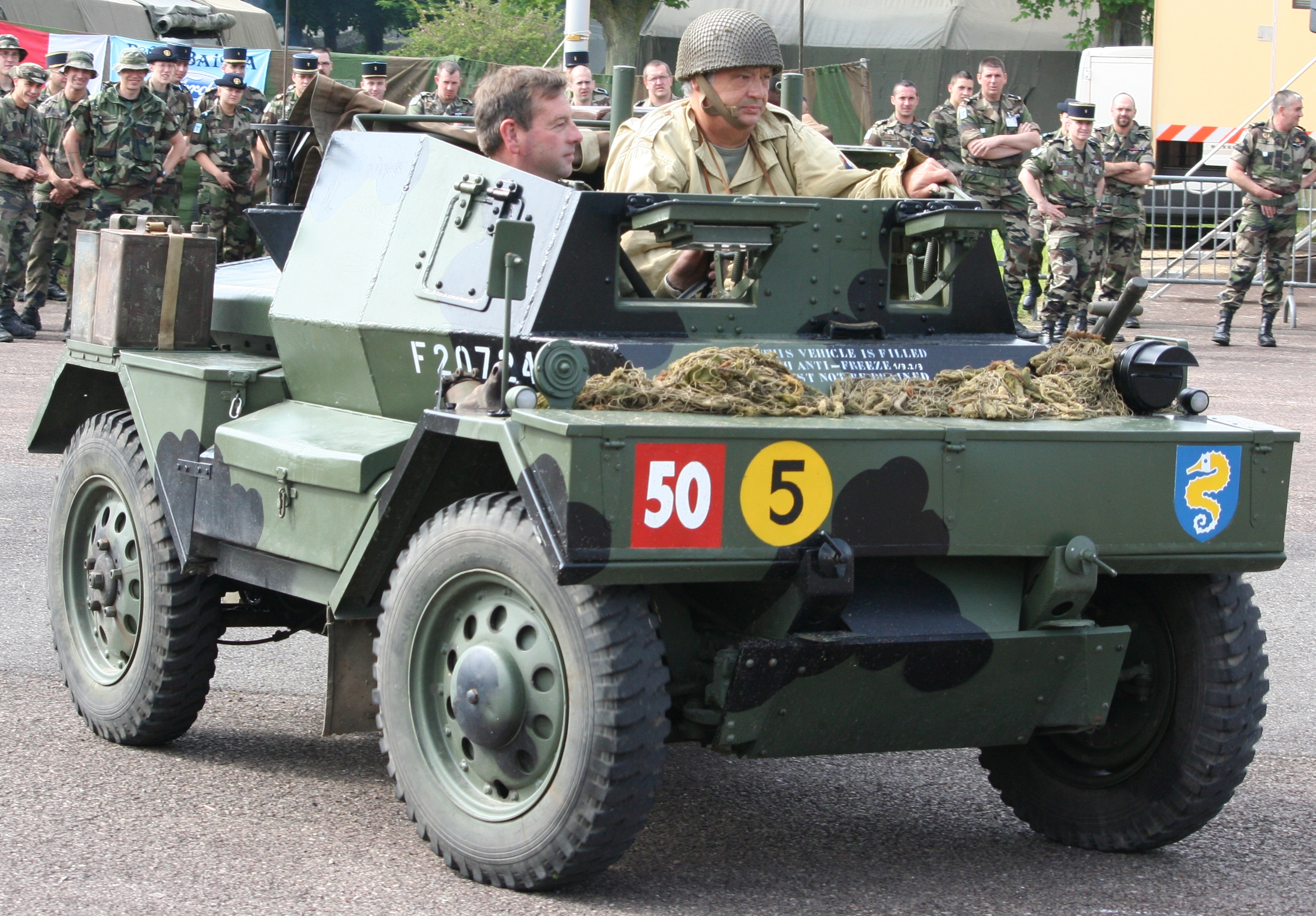

## Les grandes unités: Armées, Corps d'armée, Divisions, Brigades indépendantes

Insigne du 21e Groupe d’armées britannique
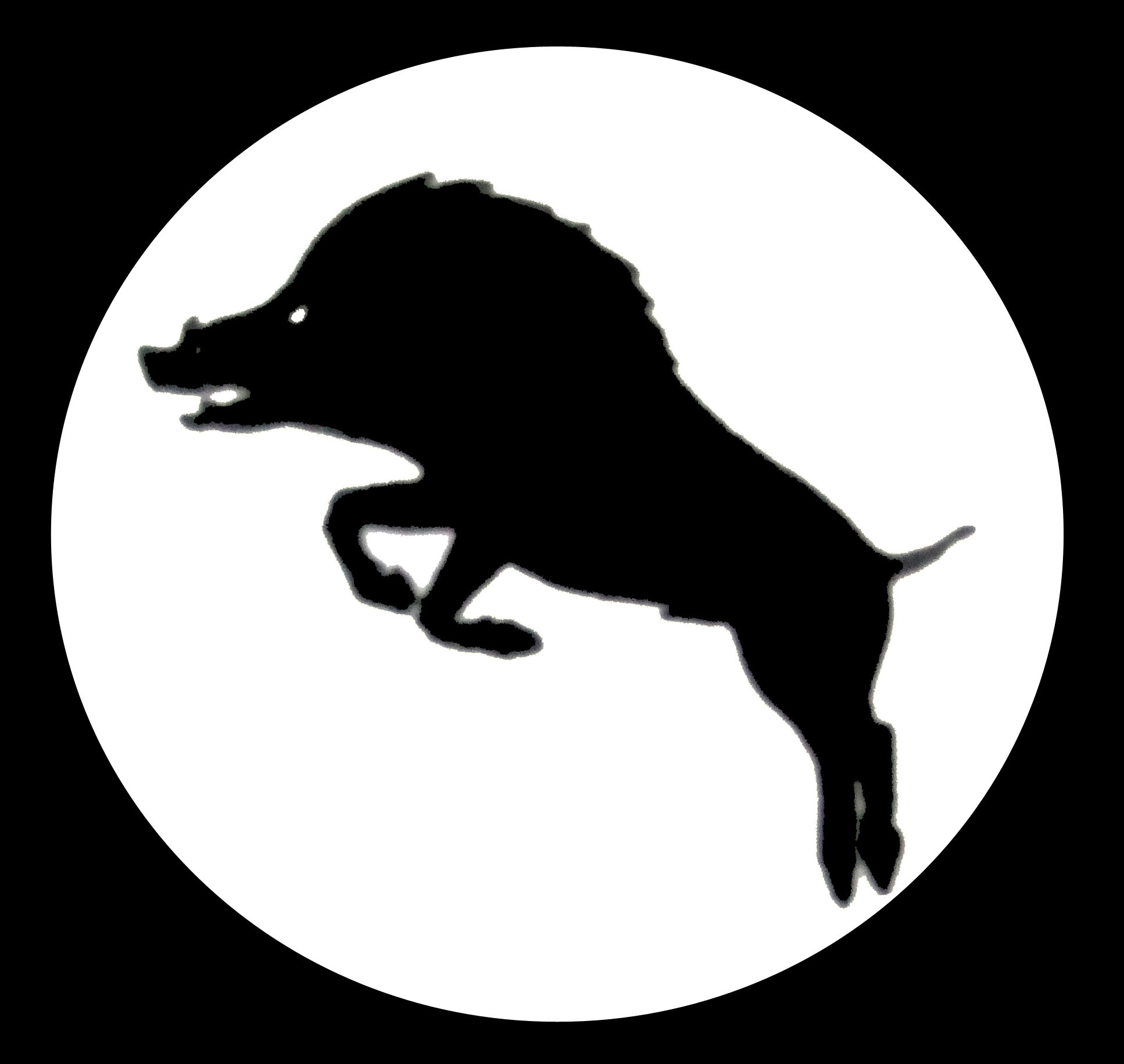
Insigne du XXXth Corps
6th Armoured Division

## Les blindés

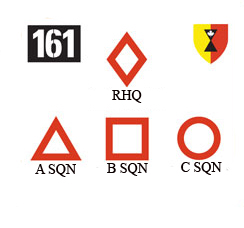
Logos identifiant les Squadrons au sein d'une unité blindée.
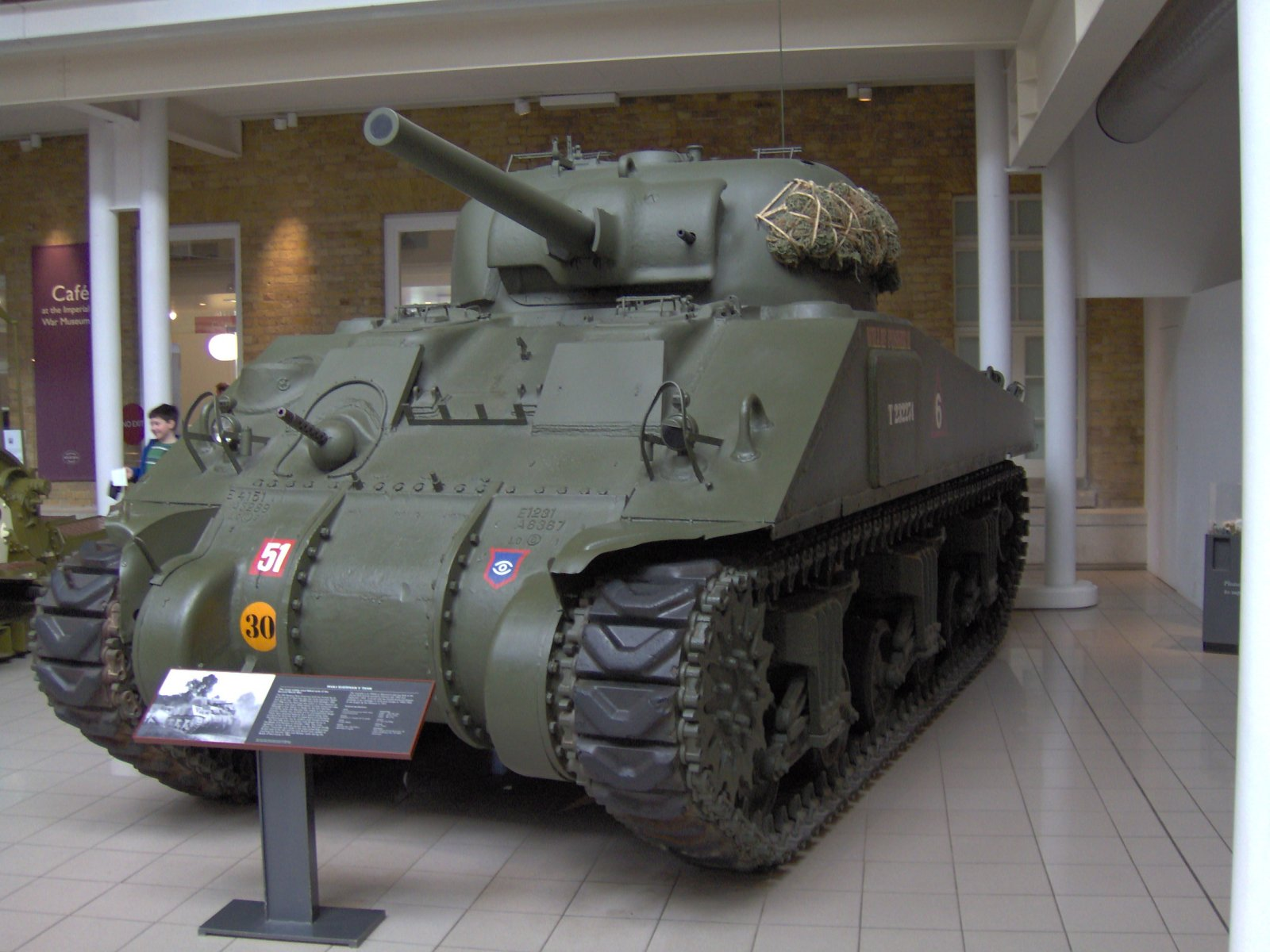
Sherman Mk V de la Guards Armoured Division
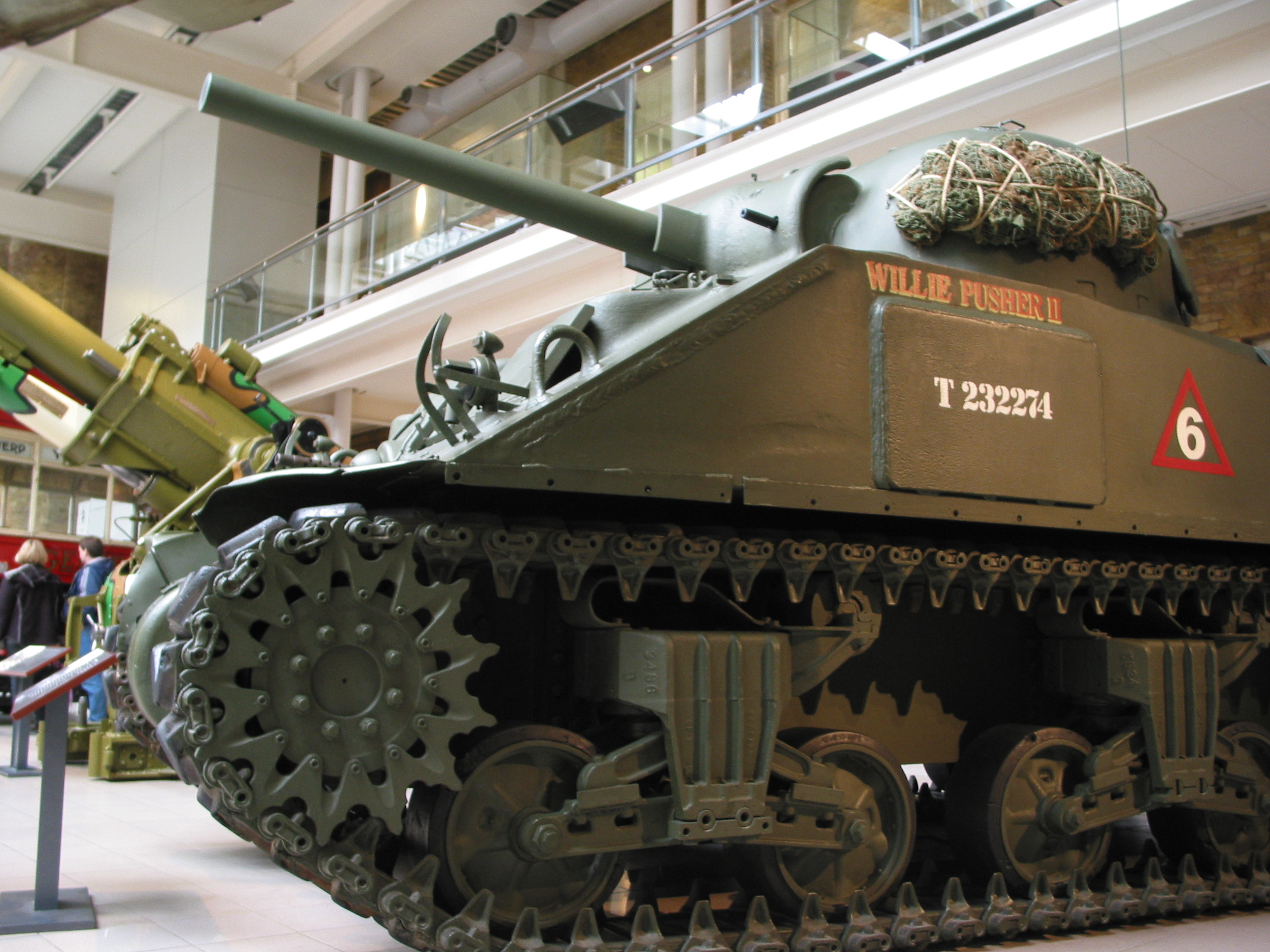
Idem

## Les unités de reconnaissance

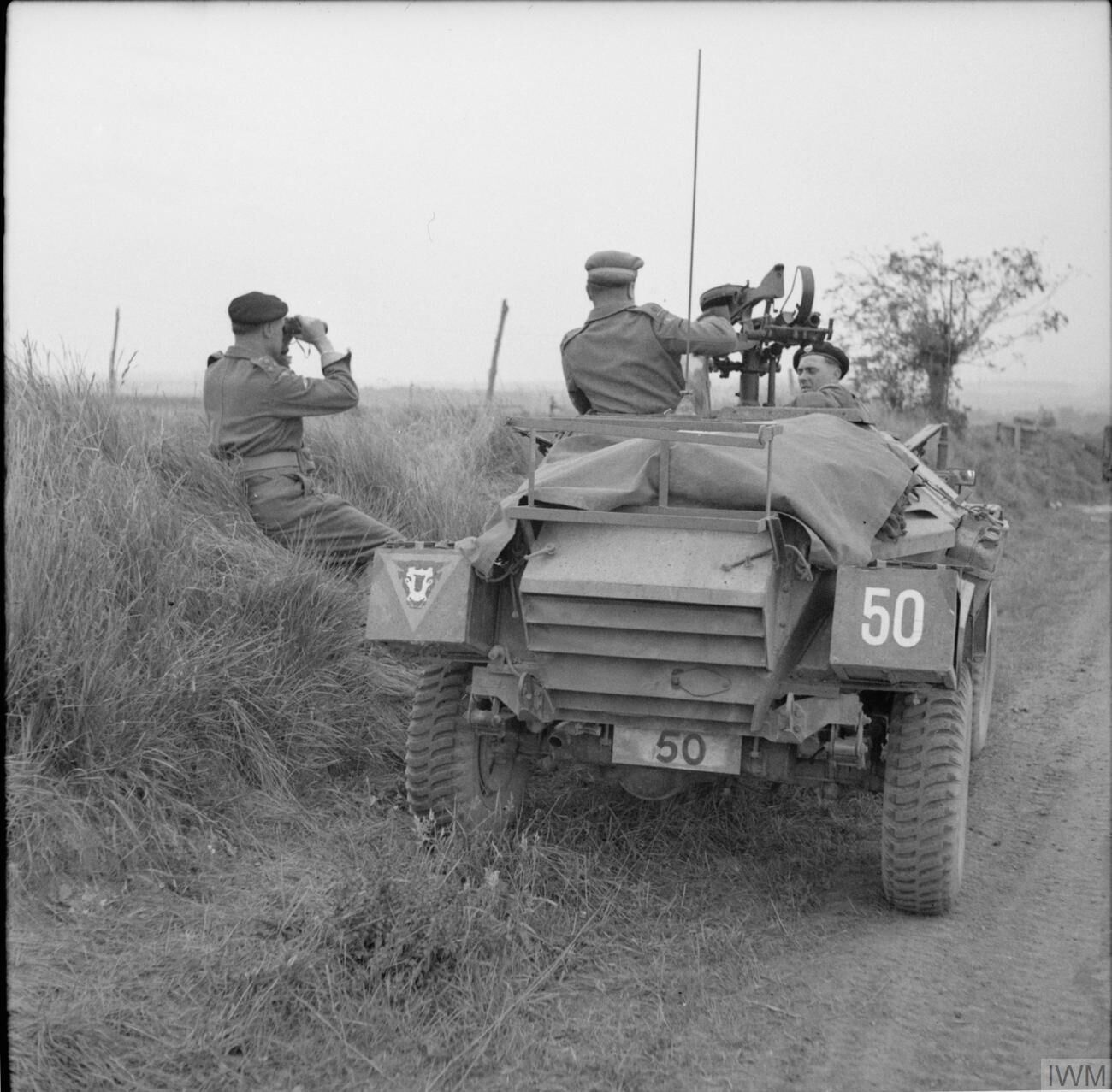
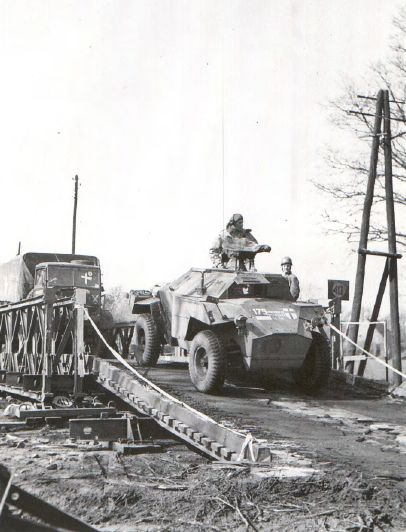

### La79th Armoured Division

79th Armoured Division
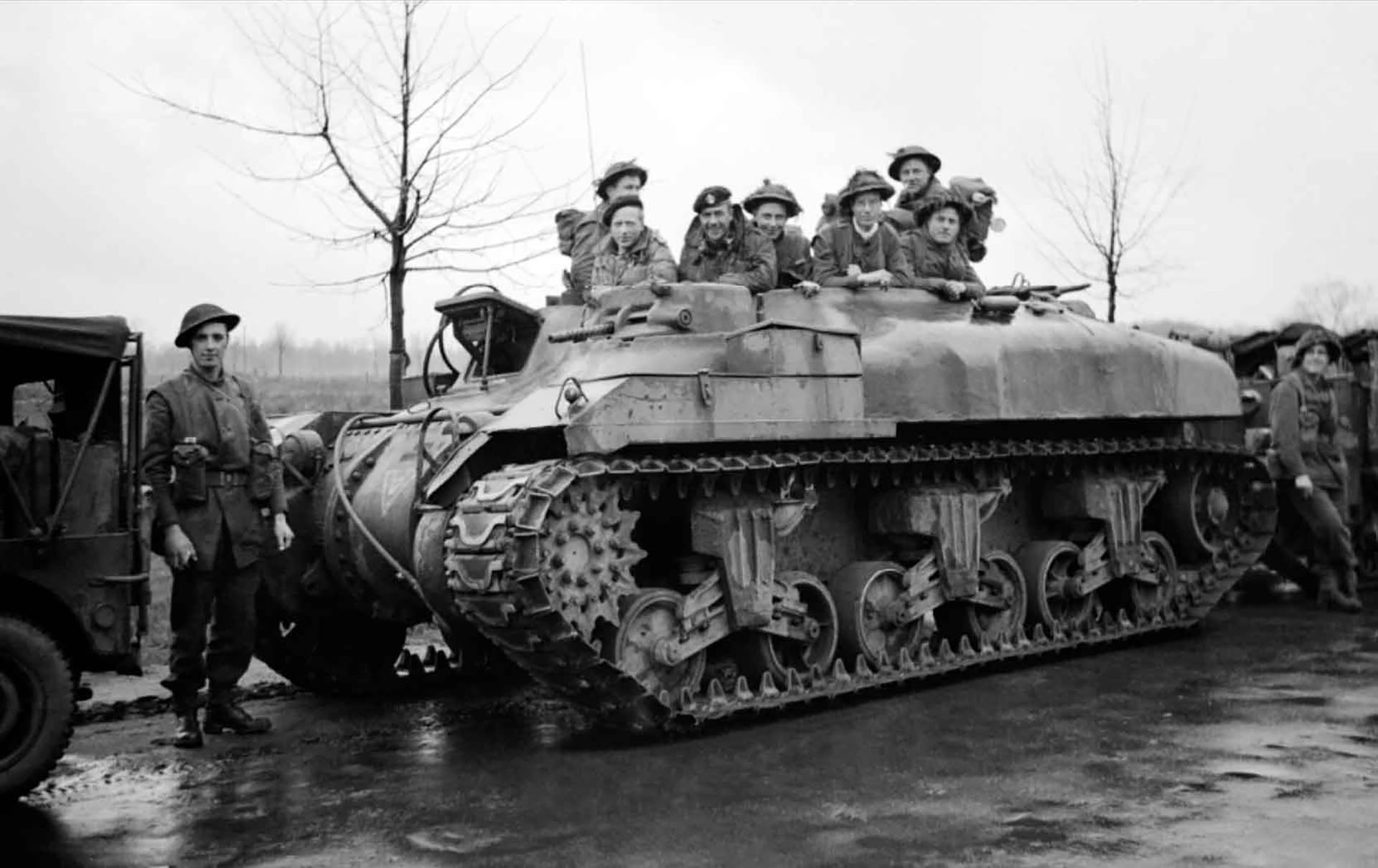
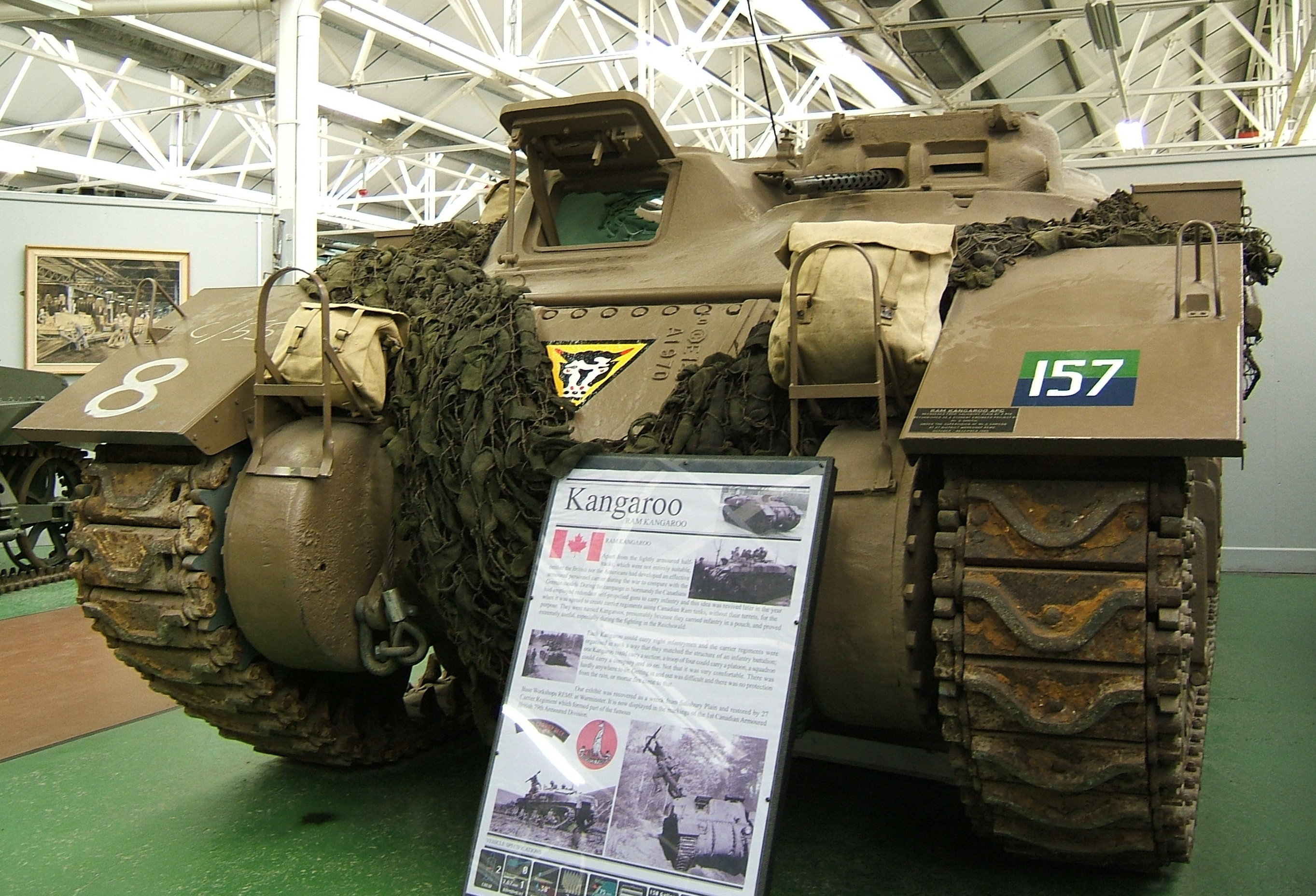

## LaBritish Expeditionary Forceen France en 1940, laHome Defenseet la reconstruction de l'armée

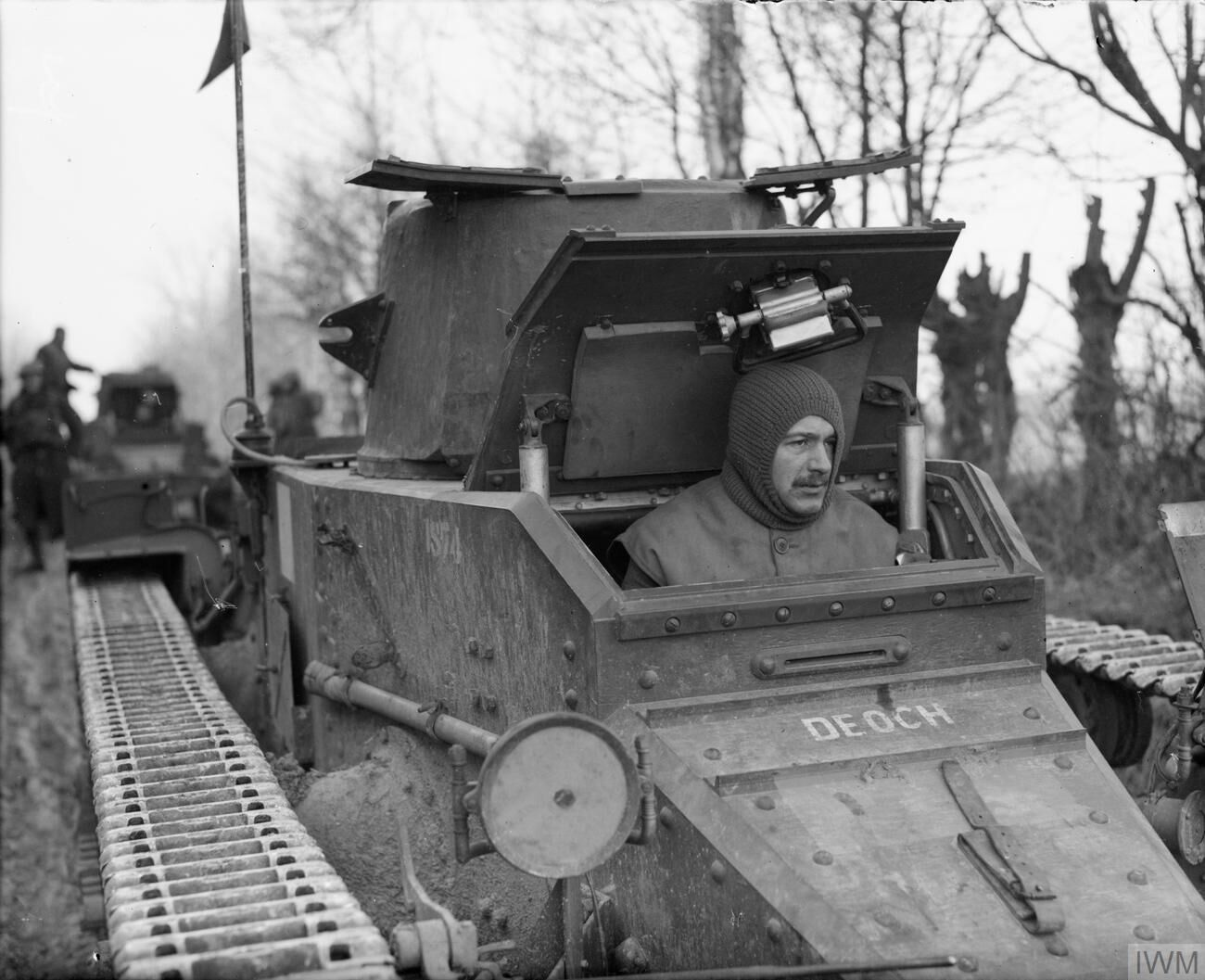
Char d'infanterie Matilda I en France pendant l'hiver 1939-40
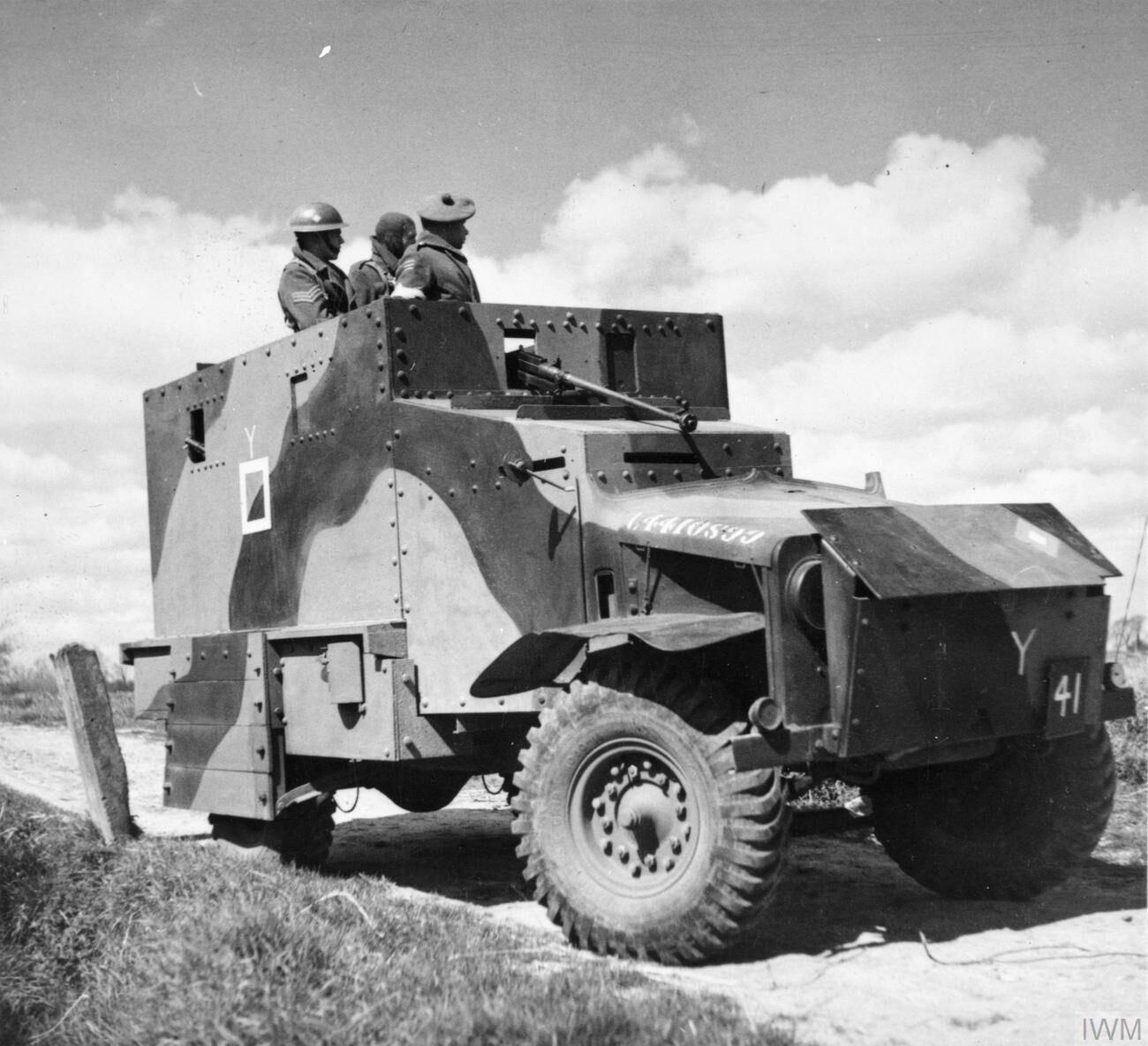
Chars Covenanter de la Guards Armoured Division pendant sa phase de constitution en Angleterre
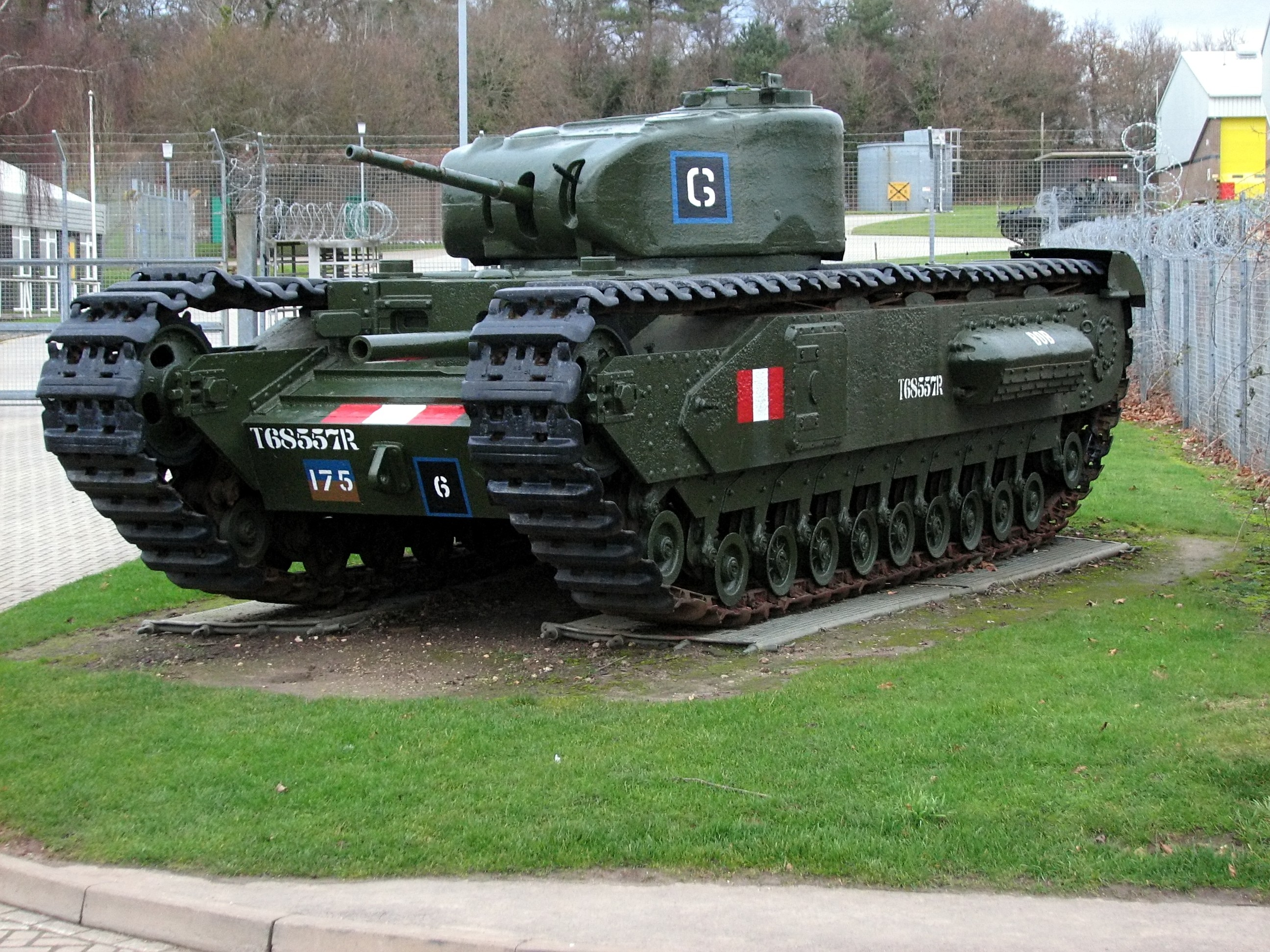
Char Churchill

## Afrique du Nord, Moyen-Orient et Italie

Cocarde de la Royal Air Force
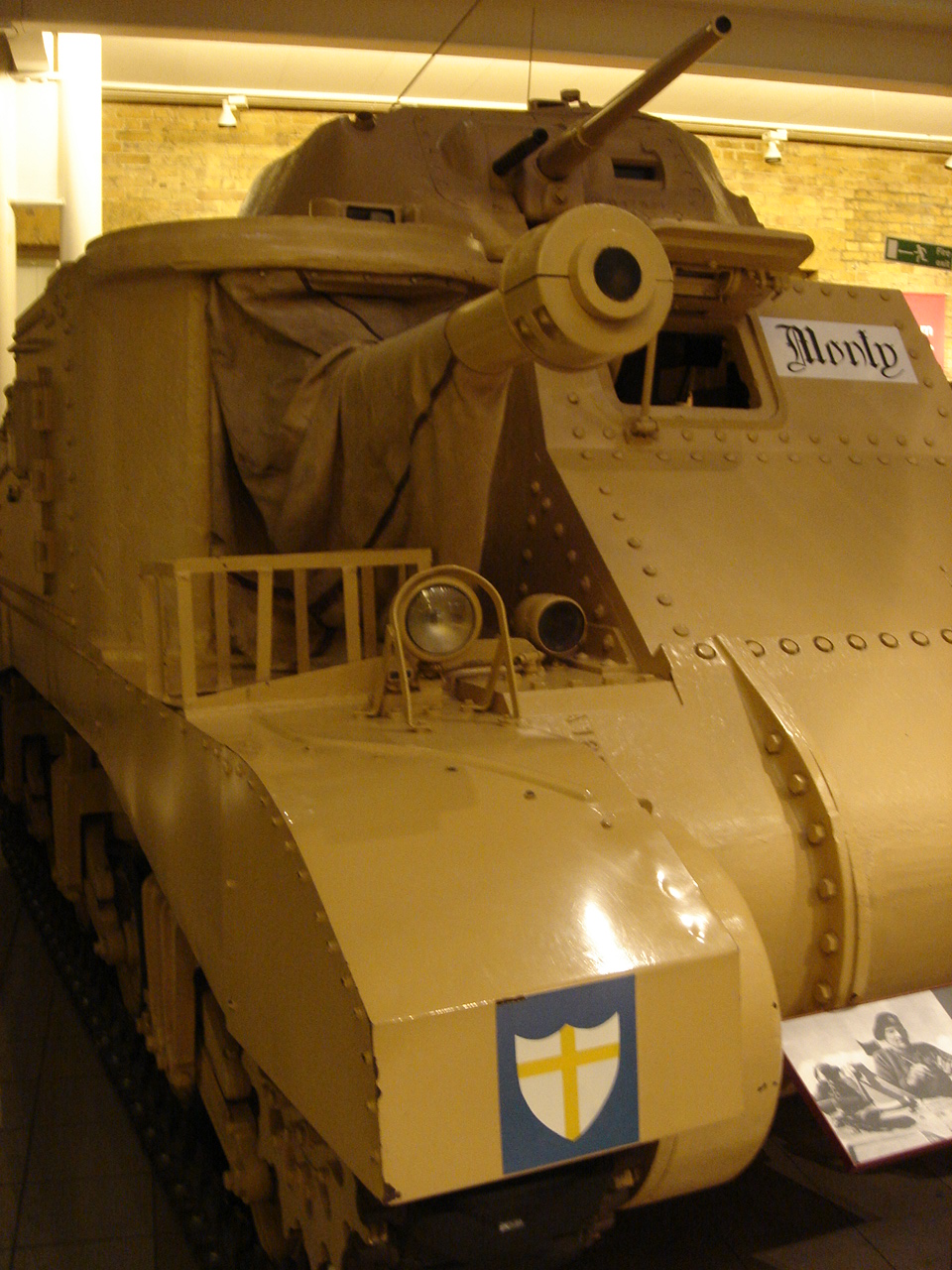
Char de commandement M3 Grant du général Bernard Montgomery

## Europe 1944-45
Pendant la campagne d'Europe, l'armée britannique adopta l'étoile blanche américaine comme signe d'identification visuelle rapide. 

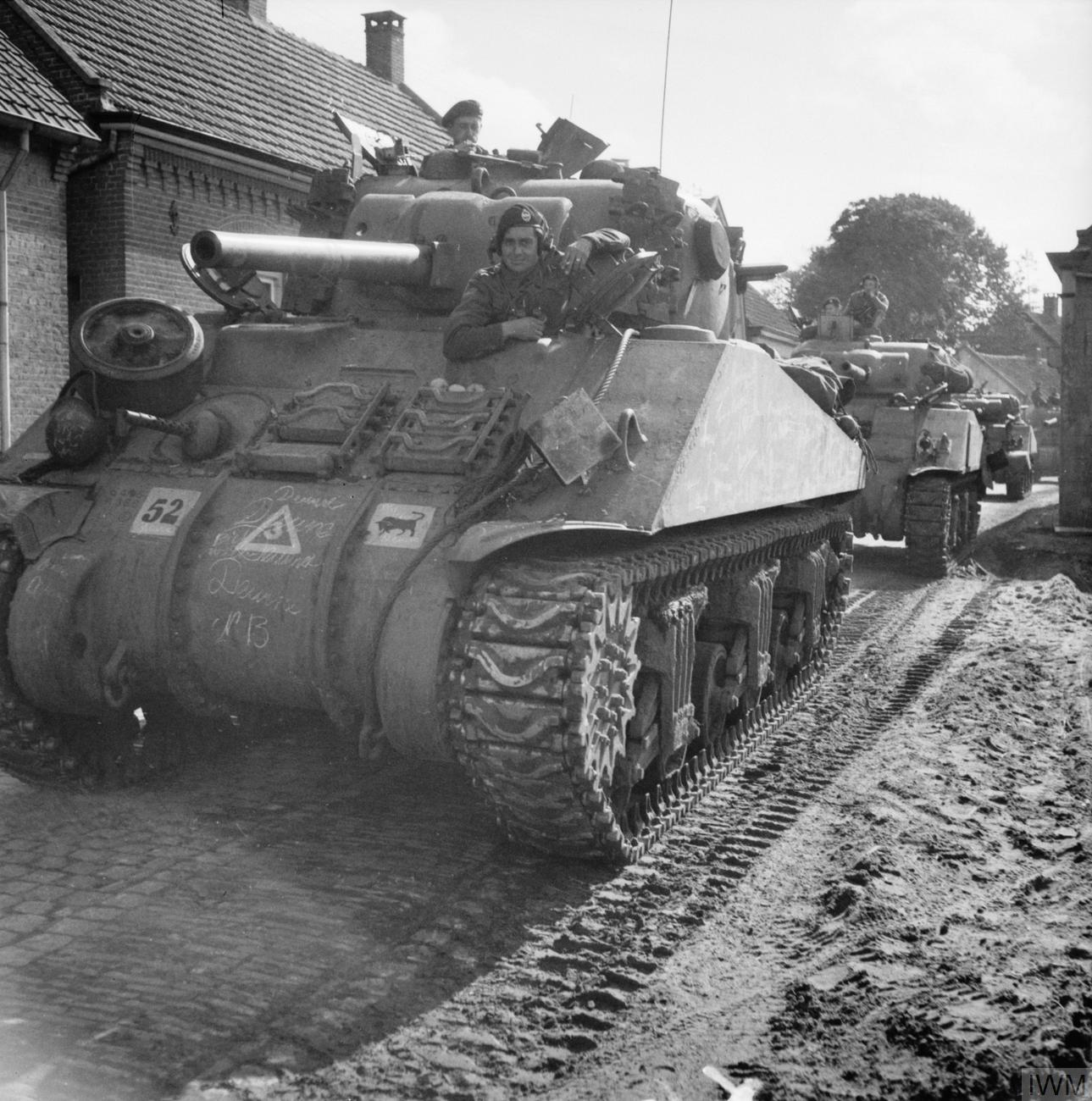
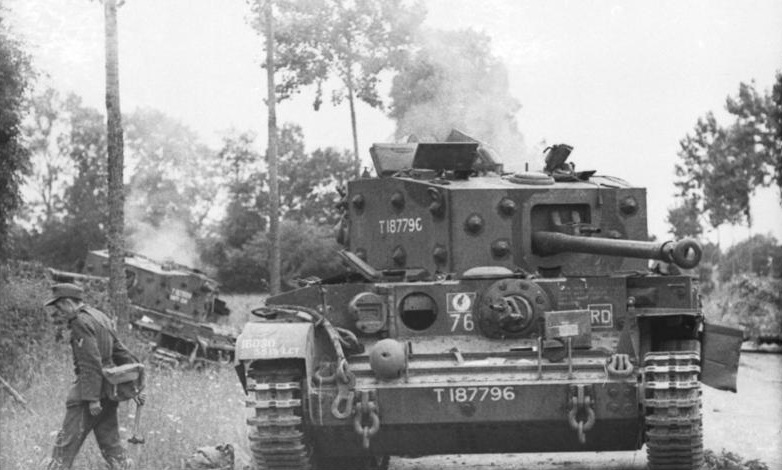
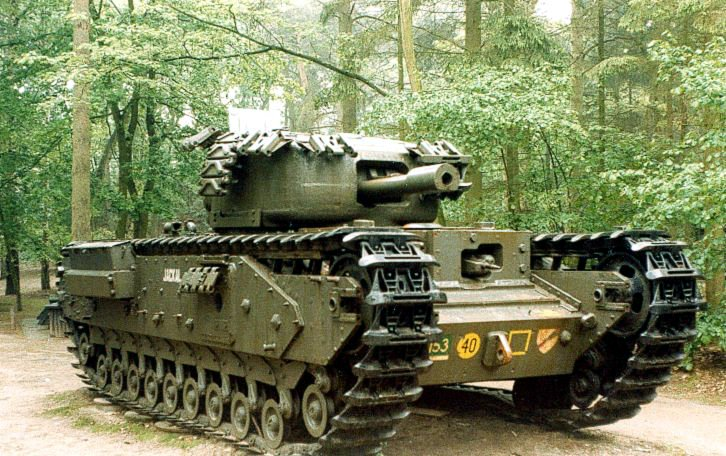
Churchill CS de la 6th Guards Tank Brigade préservé en Hollande

## Surnoms, graffitis et marquages temporaires

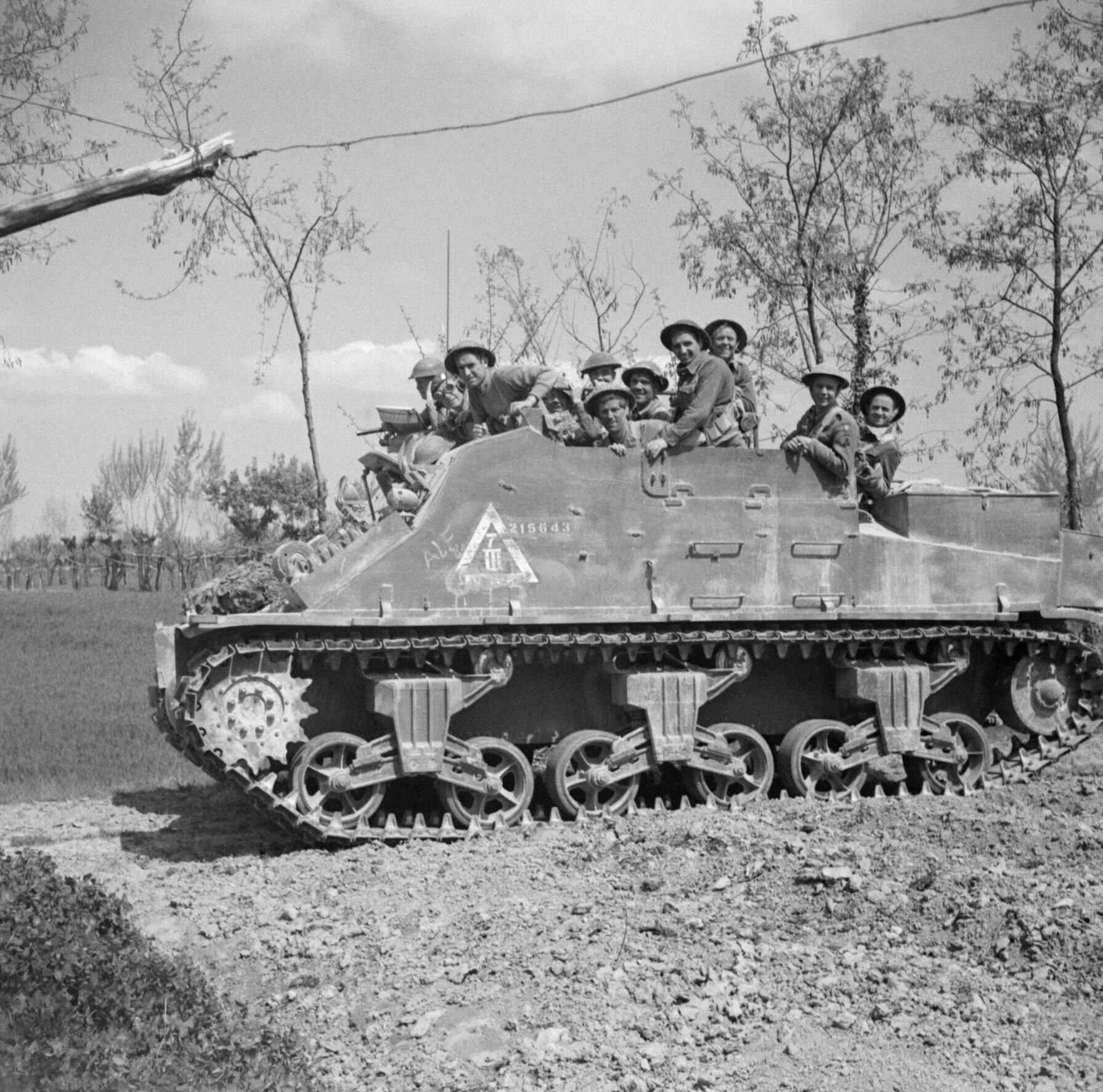
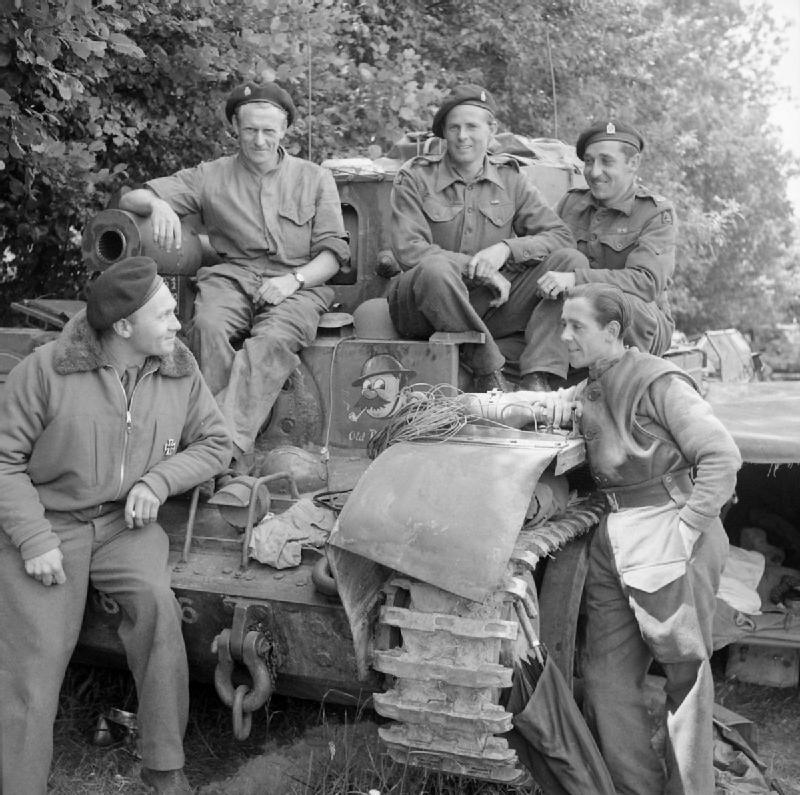
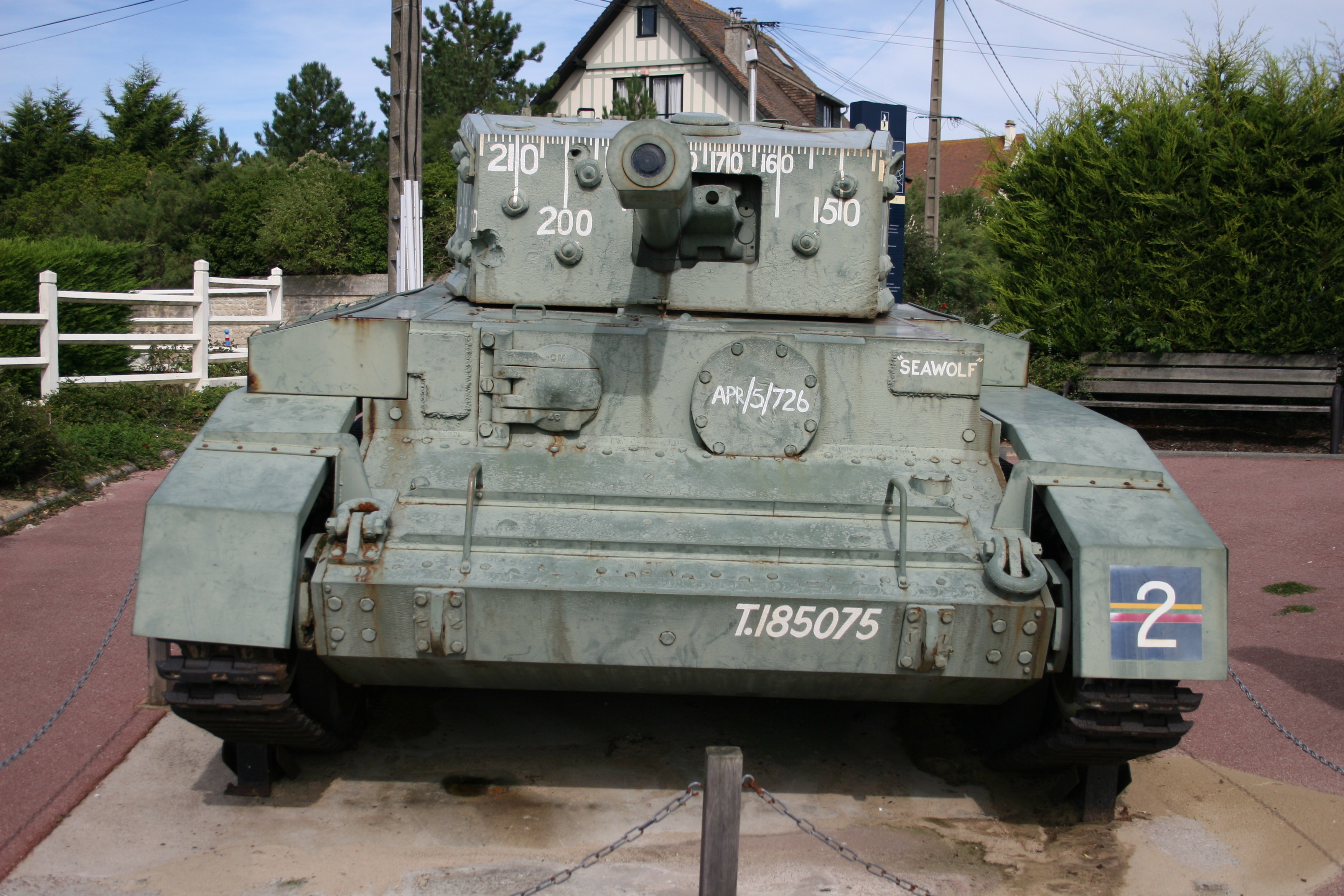